# Circonscription de Werebabo
La circonscription de Werebabo est une des 135 circonscriptions législatives de l'État fédéré Amhara, elle se situe dans la Zone Sud Wollo. Sa représentante actuelle est Zenit Abegaz Muhe.